# IAESTE

Logotipo de IAESTE

La asociación internacional para el intercambio de estudiantes para experiencia técnica (International Association for the Exchange of Students for Technical Experience o IAESTE) es una organización no gubernamental, independiente y apolítica que promueve un programa de movilidad internacional para la realización de prácticas profesionales para estudiantes en el marco de la cooperación Universidad-Empresa.
Sus principales objetivos son:
- Proporcionar a los estudiantes universitarios de especializaciones técnicas y científicas experiencia profesional en el extranjero relacionada con sus estudios, en el sentido más amplio.
- Promover el entendimiento y la buena voluntad entre los estudiantes universitarios de todo el mundo, actuando con independencia de sexo, raza, creencia o religión.

## Alcance internacional
IAESTE acumula desde sus orígenes más de 300.000 intercambios y es la asociación decana en lo referente a la movilidad internacional en el ámbito universitario. Actualmente forman parte de la asociación más de 80 países, una cuota de presencia al nivel de organizaciones como Naciones Unidas o la Cruz Roja. 
El alcance internacional se concreta con la implantación del programa en más de mil universidades e instituciones cooperantes, y con la participación de más de 3000 empresas. A nivel mundial, se gestionan anualmente alrededor de 6000 intercambios. El principal foco de actividad lo forman los países de la Unión Europea con un volumen de actividad medio de 2500 prácticas, 700 en el resto de países europeos, 800 en Asia y Australia y 600 en el continente americano. 
El cuerpo internacional de IAESTE mantiene una relación consultiva con algunos organismos de Naciones Unidas como la Unesco, ECOSOC, ILO, UNIDO, así como con otras instituciones educativas. La asociación es una confederación de Comités Nacionales que representan esferas de interés académico, industrial y estudiantil. IAESTE establece que todo Comité ha de mantener relaciones con el máximo número de interlocutores, lo que convierte a la entidad en un referente internacional y una auténtica red de cooperación global.

## Prácticas
El programa IAESTE ofrece y tramita prácticas de carácter internacional a estudiantes de especialidades técnicas, o a empresas nacionales que accedan a acoger futuros profesionales extranjeros. 
Los parámetros que definen la oferta son flexibles y los decide el empresario en función de sus necesidades. Los principales parámetros son la duración de la práctica, las fechas durante las que se podrá realizar, los idiomas requeridos o recomendados, la remuneración económica y otros requisitos necesarios para acceder a la oferta, como conocimientos o habilidades específicas. Asimismo los estudiantes acceden a un amplio abanico de propuestas profesionales acordes a sus motivaciones, currículum vítae y agenda académica. 
La remuneración de las prácticas debe asegurar unos ingresos mínimos que permitan al estudiante hacer frente al coste de vida del país de destino. La jornada laboral acostumbra a ser de 40 horas semanales. 
El alojamiento y la recepción corre a cargo de la asociación, y además de organizar actividades culturales durante la campaña, se mantiene atención continua a las empresas y estudiantes para corregir cualquier duda o incidencia.

## Funcionamiento
En el momento en el que una empresa establece los parámetros y formaliza la oferta de prácticas se inicia un complejo proceso de gestión y filtrado de las ofertas. Durante este proceso se consideran las necesidades y requisitos particulares de cada oferta, y se procede a la negociación con los diferentes países que ofrecen candidaturas competentes. Todas estas gestiones se materializan durante el transcurso del encuentro anual a nivel internacional que tiene lugar a finales de enero. 
Una vez ha sido seleccionado el candidato idóneo a los intereses de la empresa, ésta recibirá toda la información y documentación correspondiente entre los meses de marzo y abril. Si por alguna razón excepcional el currículum del candidato no respondiera a las expectativas de la empresa, la delegación de IAESTE correspondiente contactaría con el país con el que se realizó el intercambio para solicitar una segunda candidatura. 
A partir del momento en el que se recibe el visto bueno de la empresa, IAESTE asume la responsabilidad de las gestiones, incluida la recepción y el alojamiento de los estudiantes. 
Los únicos compromisos establecidos para la empresa o institución ofertantes son: 
- Aceptar un estudiante extranjero que cumpla con los requisitos establecidos en la oferta.
- Asignar al estudiante tareas acordes a su formación profesional, así como velar por la tutorización de su trabajo.
- Proporcionar al estudiante la ayuda económica fijada en la oferta.

Los estudiantes en régimen de intercambio de IAESTE realizan prácticas de carácter académico, no laboral, por lo que no es preciso el alta en la Seguridad Social. Todos los estudiantes vienen cubiertos por un seguro internacional de accidentes, enfermedad y repatriación, no teniendo que cubrir la empresa estos riesgos.

## Iaeste España
España pasó a formar parte de IAESTE en 1951, convirtiéndose en uno de los miembros más antiguos de la asociación. Durante aquellos primeros años únicamente participaban las escuelas de Ingeniería Industrial de Madrid y Barcelona. Hoy en día, IAESTE España engloba 56 facultades de todo el país e internacionalmente es el tercer miembro en lo que respecta al volumen de ofertas aportadas (350), detrás de Alemania (900) y Brasil (370) 
Actualmente la asociación recibe el soporte de un gran número de instituciones públicas y de la Administración. De las instituciones que ofrecen un apoyo activo a la asociación cabe destacar al Ministerio de Trabajo y Asuntos Sociales concediendo ayudas económicas a través del Injuve. Igualmente, existen convenios de colaboración a nivel territorial con diferentes gobiernos autonómicos y entes colegiales. 
Las 56 facultades que forman parte del Comité Español para el Intercambio de Estudiantes Técnicos son reconocidas como Centros. Los Centros son quienes establecen el contacto directo con el alumnado y quienes distribuyen finalmente las prácticas. Por encima de los centros se hallan las Delegaciones, éstas asumen la gestión administrativa y la interlocución ante la Secretaria General y otras instituciones. Es también responsabilidad de las Delegaciones ofrecer atención continuada a las empresas y velar por la calidad del programa, ya sea en sus funciones ordinarias, de representación en la Comisión Permanente de IAESTE España o el arbitraje de incidencias entre los diferentes centros adscritos. La Secretaría General es quien gestiona el programa en última instancia y el único interlocutor reconocido en el marco de IAESTE Internacional.
A continuación se listan las diferentes delegaciones representadas en la Comisión Permanente de IAESTE España:
- Andalucía
- Cataluña
- Centros No Adscritos
- País Vasco
- Madrid
- Comunidad Valenciana

### Europa
- IAESTE Austria
- IAESTE Bélgica
- IAESTE Bosnia Herzegovina
- IAESTE Croacia
- IAESTE Eslovaquia
- IAESTE Eslovenia
- IAESTE España
- IAESTE Finlandia
- IAESTE Hungría
- IAESTE Macedonia
- IAESTE Noruega
- IAESTE Polonia
- IAESTE Suecia
- IAESTE Suiza

### América
- IAESTE Argentina
- IAESTE Brasil Archivado el 17 de abril de 2006 en Wayback Machine.
- IAESTE Canada (enlace roto disponible en Internet Archive; véase el historial, la primera versión y la última).
- IAESTE Colombia
- IAESTE México
- IAESTE Estados Unidos
- IAESTE Ecuador
- IAESTE Chile (enlace roto disponible en Internet Archive; véase el historial, la primera versión y la última).
- Archivado el 19 de abril de 2019 en Wayback Machine.
- IAESTE Perú (enlace roto disponible en Internet Archive; véase el historial, la primera versión y la última).

### Asia
- IAESTE China
- IAESTE Corea del Sur
- IAESTE India
- IAESTE Irán
- IAESTE Japón
- IAESTE Tailandia Archivado el 2 de septiembre de 2018 en Wayback Machine.
- IAESTE Tayikistán

### África
- IAESTE Túnez
- IAESTE Kenia
- IAESTE Sudáfrica

### Oceanía
- IAESTE Australia

- Datos: Q841250
- Multimedia: IAESTE / Q841250